# حصار القدس (587-586 ق م)
بعد 10 سنوات من حصار القدس الأول قرر الملك صدقيا والذي نصبه نبوخذنصر الثاني ملكا ليهوذا، العصيان على بابل. في عام 587 قبل الميلاد، قام نبوخذنصر بحصار القدس للمرة الثانية. كان هذا الحصار أكثر قسوة من سابقه، حيث استمر لمدة 18 شهرًا تقريبًا، مما تسبب في مجاعة شديدة داخل المدينة. خلال هذه الفترة، انهارت جدران القدس تحت الضغط الهائل للقوات البابلية. اقتحم البابليون المدينة في عام 586، ونهبوا الهيكل الأول الذي كان مركز العبادة والتجمع الروحي للشعب اليهودي. تم إحراق الهيكل بالكامل، وتم تدمير جدران القدس بالكامل، مما أضفى الدمار على المدينة. بعد دخول المدينة، قام البابليون بنقل العديد من سكان يهوذا إلى المنفى في بابل. تم تدمير المملكة بشكل كبير، وأصبحت يهوذا مقاطعة تابعة للإمبراطورية البابلية.
بعد سقوط المدينة، حاول الملك صدقيا الهرب، لكنه أُسر وأُخذ إلى ريبلا حيث شهد مقتل أبنائه أمام عينيه ثم قُلِعَت عيناه، وتم نقله إلى بابل حيث مات في السجن. يُعتبر صدقيا رمزًا مأساويًا للمعاناة والدمار الذي لحق بيهوذا في تلك الفترة. يُعتبر هذا الحدث نقطة تحول حاسمة في تاريخ الشعب اليهودي، حيث فقدوا ليس فقط مركزهم الديني والسياسي، ولكن أيضًا هويتهم الوطنية المستقلة في أرضهم.
بسبب أحداث الخراب هذه، نُظمت مراثٍ تصف الفظائع التي عانى منها سكان القدس في تلك الفترة. جُمعت هذه المراثي في الكتاب المقدس في سفر يُعرف باسم سفر مراثي إرميا.
بعد تدمير الهيكل والمدينة ونفي معظم سكان يهوذا، عيّن البابليون جدليا بن أحيقام كحاكم على ما تبقى من يهوذا، ولكنه اغتيل زمن قصير بعد ذلك، ما أدى إلى الخراب النهائي والشامل.